# Bedford (Kentucky)
Pour les articles homonymes, voir Bedford.
Bedford est une ville américaine, siège du comté de Trimble, dans le Kentucky.